# 12568 Kuffner
12568 Kuffner este un asteroid din centura principală de asteroizi.

## Descriere
12568 Kuffner este un asteroid din centura principală de asteroizi. A fost descoperit pe 11 noiembrie 1998 la Visnjan de Korado Korlević. El prezintă o orbită caracterizată de o semiaxă mare de 3,06 ua, o excentricitate de 0,06 și o înclinație de 1,3° în raport cu ecliptica.